# Ladinski jezik
Ladinski jezik (ladin; ISO 639-3: lld), jezik Ladina, malene etničke grupe u sjeveroistočnoj Italiji. Pripada retoromanskim jezicima široj galoromanskoj skupini. Govori ga oko 30 000 ljudi od ukupno 38 000 pripadnika etničkih Ladina.
Ima 9 narječja: atesino, cadorino, nones, gardenese, fassano, badiotto, marebbano, livinallese i ampezzano.Govornici ovog jezika su većinom trojezični u ladinskom, njemačkom i talijanskom. 

## Vanjske poveznice
- Ethnologue (14th)
- Ethnologue (15th)